# Усть-Тырым
Усть-Тырым — посёлок в Горнозаводском районе Пермского края России.

## Географическое положение
Усть-Тырым расположен в труднодоступной горно-таёжной местности Среднего Урала, при устье реки Большой Тырым (приток реки Койвы). Посёлок находится на востоке Пермского края, к востоку от пгт Кусье-Александровского, к югу от пгт Тёплая Гора и к юго-востоку от районного центра — города Горнозаводска. В нескольких километрах к востоку от Усть-Тырыма проходит граница Пермского края и Свердловской области, ещё чуть восточнее проходит условная граница Европы и Азии.

## История посёлка
Основание посёлка Усть-Тырым связано с открытием в этих местах алмазных месторождений, в частности россыпь Тырымов лог на берегу реки Койвы, что напротив устья речки Тырым. В 1941 году здесь была построена и запущена в работату Тырымская алмазодобывающая фабрика — первое в СССР алмазодобывающее предприятие. Здесь Теплогорское алмазное приисковое управление проводило опытную добычу алмазов. Добыча велась из двух карьеров, за период 1941—1942 гг. было обогащено 10.574 м³ и добыто в итоге 422 алмаза суммарным весом 30.025,4 мг, из которых первые 42 кристалла отправлены в Москву на имя В. М. Молотова. Руководил первой опытной партией на реке Тырым минералог-технолог В. О. Ружицкий. Геологом и техническим руководителем партии состояла Н. В. Введенская, которая в 1948 году начнёт вести разработки на соседней с Койвой реке Вижай, где в дальнейшем откроет Вижайский алмазоносный бассейн.
После Великой Отечественной войны в посёлке Усть-Тырым располагалась колония-спецпоселение НКВД. Точное время её появления в населённом пункте неизвестно. Есть данные о спецпосёлке на 01.01.1945 г., 01.01.1950 г., 01.01.1951 г., 17.12.1952 г.. Официальная дата закрытия спецпосёлка также неизвестна. 

## Инфраструктура и экономика
Ввиду сильной удалённости и большого оттока населения в посёлке отсутствуют объекты инфраструктуры и промышленные предприятия. Жители посёлка Усть-Тырыма ведут сельское хозяйство и трудоустроены в других населённых пунктах. Из-за труднодоступности и малояисленности населения в Усть-Тырым не ходят автобусы, добраться до посёлка можно только частным автотранспортом.

## Население
| 2010 |
| ---- |
| 61   |

## Топографические карты
- Лист карты O-40-70. Масштаб: 1 : 100 000. Указать дату выпуска/состояния местности.